# Opperofficier
Een opperofficier is een militair in de hoogste categorie van officieren in de Nederlandse land- en luchtmacht en het Belgische leger. Tot de opperofficieren behoren de rangen:
- Generaal
- Luitenant-generaal
- Generaal-majoor
- Brigadegeneraal (Commodore in de luchtmacht)

De categorie "opperofficier" wordt bij de Koninklijke Marine als Vlagofficier aangeduid.